# Hyundai H350
Hyundai H350 – samochód dostawczo-osobowy produkowany pod południowokoreańską marką Hyundai od 2014 roku.

## Historia i opis modelu

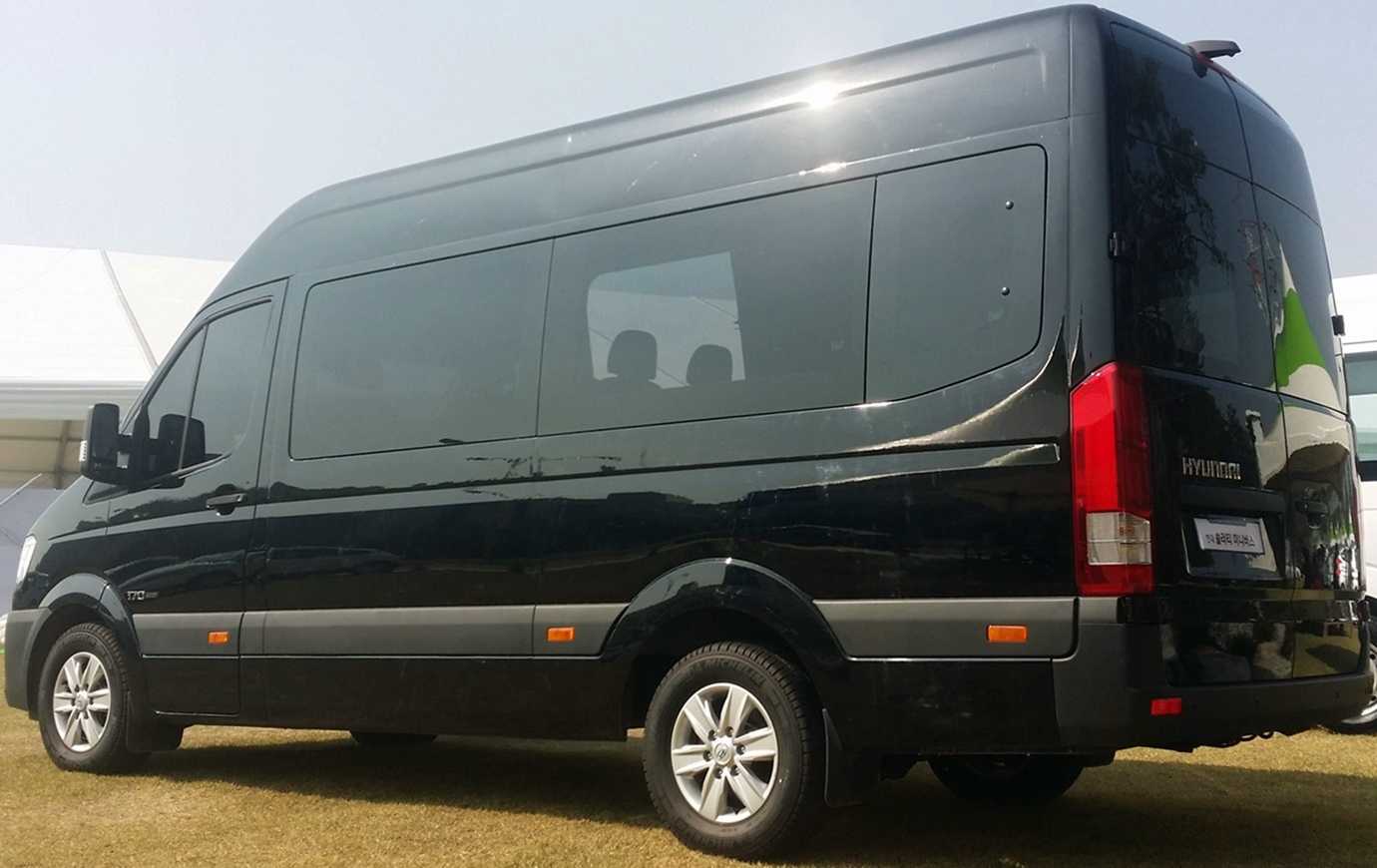
południowokoreański Hyundai Solati – tył

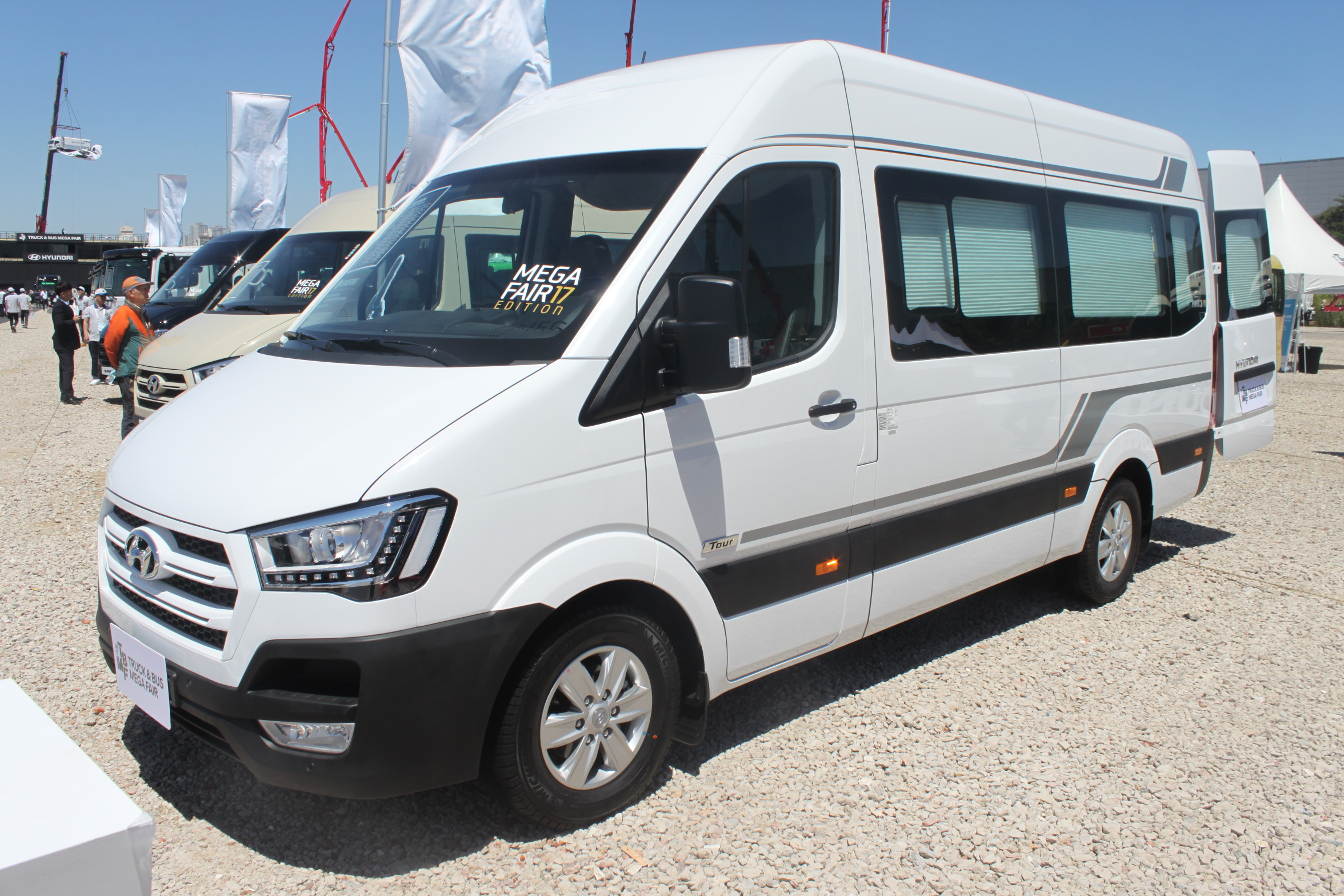
południowokoreański Hyundai Solati Van

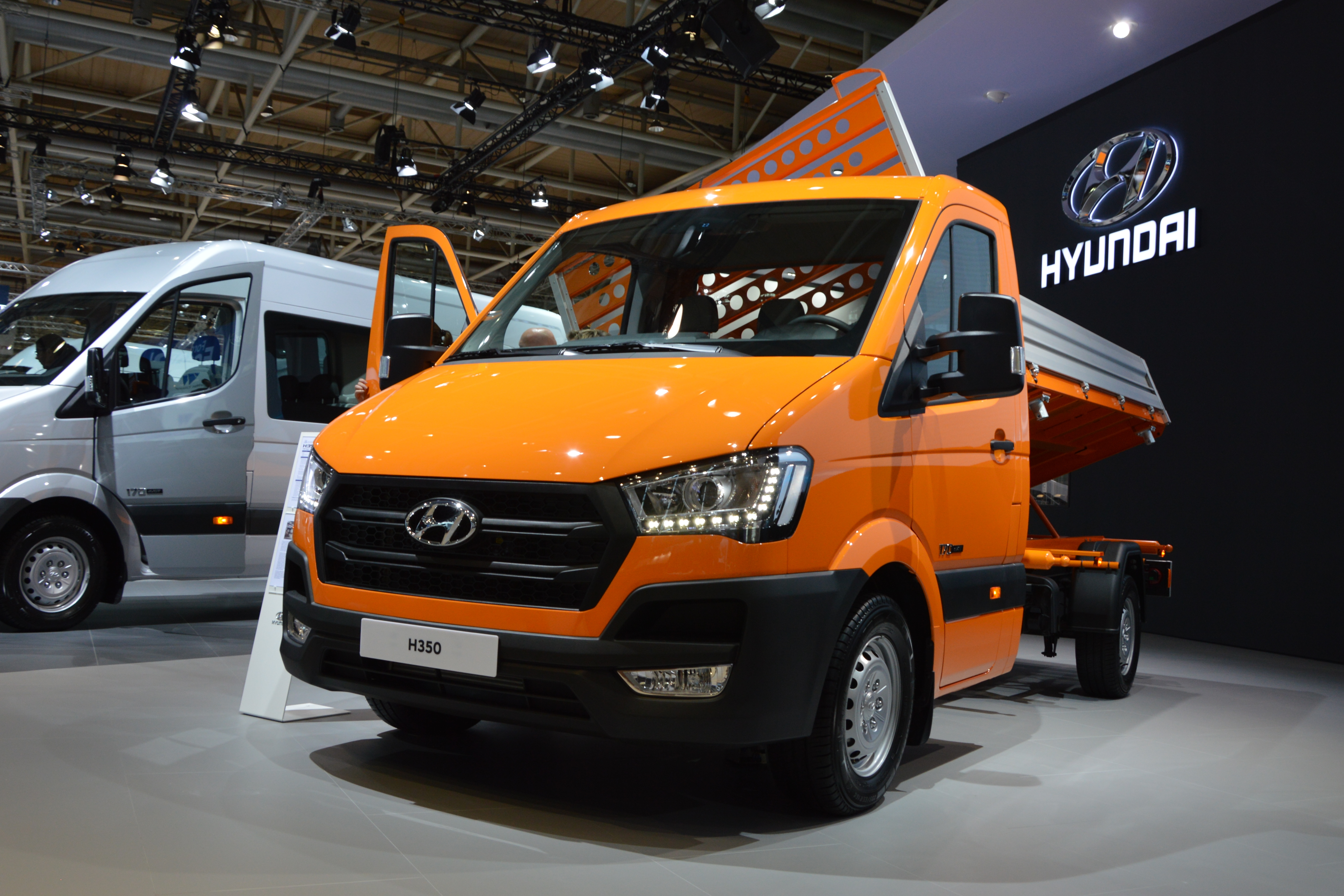
europejski Hyundai H350 Kipper

Hyundai H350 został zbudowany z myślą o uzupełnieniu gamy samochodów dostawczych o większy od modelu H-1 pojazd mając konkurować z takimi pojazdami, jak Ford Transit, Mercedes-Benz Sprinter czy Volkswagen Crafter.
Samochód został po raz pierwszy oficjalnie zaprezentowany podczas targów pojazdów dostawczych w Hanowerze we wrześniu 2014 roku. Początkowo pojazd oferowany był jako furgon oraz podwozie pod zabudowę. W 2016 roku ofertę nadwoziową wzbogacono o 14-osobowy autobus. W tym samym roku zaprezentowane zostało podwozie wyposażone w trójstronną wywrotkę, a także wersja osobowo-towarowa.

### Sprzedaż
H350 został skonstruowany jako pojazd na rynki globalne. Na rodzimym rynku południowokoreańskim, a także i np. w Peru i Wietnamie samochód oferowany jest pod nazwą Hyundai Solati. W maju 2015 roku samochód trafił do sprzedaży także na wyselekcjonowanych rynkach europejskich, jak Polska, Belgia, Włochy, Niemcy, Czechy, Hiszpania czy Rumunia.
Na początku 2019 roku Hyundai zdecydował się wycofać H350 ze sprzedaży po niespełna 4 latach rynkowej obecności z powodu niewielkiego zainteresowania, kontynuując produkcję i sprzedaż na pozostałych rynkach globalnych.

### Wyposażenie
- Eco
- Access
- Comfort

Standardowe wyposażenie pojazdu obejmuje m.in. poduszkę powietrzną kierowcy, napinacze pasów bezpieczeństwa, system ABS, system kontroli trakcji, regulowany na wysokość fotel kierowcy, elektryczne sterowanie szyb, zamek centralny z pilotem, podgrzewane lusterka zewnętrzne, a także radio MP3/USB oraz światła do jazdy dziennej. Bogatsza wersja Access dodatkowo wyposażona została m.in. w światła przeciwmgłowe, immobilizer, klimatyzację, tempomat, tylne czujniki parkowania, odmrażacz wycieraczek przednich, a także elektryczne sterowanie lusterek. Najbogatsza wersja Comfort dodatkowo wyposażona została m.in. w system sygnalizacji nagłego hamowania (EBA) oraz podgrzewany fotel kierowcy
Opcjonalnie auto wyposażyć można m.in. w tachograf, reflektory projekcyjne oraz światła do jazdy dziennej wykonane w technologii LED, a także 4,2-calowy ekran dotykowy systemu multimedialnego wyposażonego w radio CD/MP3/USB/iPod oraz Bluetooth, a także poduszkę powietrzną pasażera, czujniki deszczu, przednie czujniki parkowania oraz system ostrzegający o niezamierzonej zmianie pasa ruchu (LDWS).

### Silniki
- R4 2.5l CRDi Turbo 150 KM
- R4 2.5l CRDi Turbo 170 KM